# مسجد کهنه (قدیمی)
مسجد کهنه (قدیمی) مربوط به دوره قاجار ۱۵۰ تا۲۰۰ سال است و در شهرستان رفسنجان، بخش نوق، ، روستای قائمیه، خیابان اصلی (شهدا)، منتهی الیه شمالی واقع شده و این اثر در تاریخ ۱۸ اسفند ۱۳۸۷ با شمارهٔ ثبت ۲۵۲۹۴ به‌عنوان یکی از آثار ملی ایران به ثبت رسیده است.